# 勝田孝興
勝田 孝興（かった たかおき、1886年9月30日 - 1976年5月23日）は、日本のアイルランド文学者・語学者。

## 略歴
島根県松江市出身。1911（明治44）年、東京帝国大学（現在の東京大学）英文科卒。1925年から2年間、文部省から推薦されアイルランド留学。旧制神奈川県立横須賀中学校（現・横須賀高校）、旧制千葉県立佐倉中学校（現・佐倉高校）の各教諭、旧制商船学校、旧制山形高等学校（現・山形大学）の各教授を経て同志社大学教授に転じ、同専門学校英星版部長を兼任。戦後は滋賀大学教授、大阪工業大学教授。専門はアイルランドの文芸復興関連の演劇やアングロ・アイリッシュの発音に関する研究。著書多数。1976年5月23日に脳血栓のため89歳で逝去。

## 主な著書
- 「愛蘭文学史」生活社刊、昭18(1943)年
- 岩波講座世界文学「シング」（4巻作家論）昭7(1932)年
- 英語英文学講座昭8-9アングロ・アイリッシュ（第2－語学）
- 英文名著全集（第6）「宝島」スティヴンソン著（訳）昭5(1930)年
- 研究社英文訳注叢書（第8）「シェークスピア物語」ラム著（訳注）昭4-10(1929-35)年
- 研究社英米文学語学講座（第55）愛蘭英語と蘇格蘭英語昭15年
- 研究社英米文学評伝叢書（第80）「グレゴリ夫人」(1939)
- 世界戯曲全集（第9巻愛蘭篇）「ジューノウと孔雀」（三浦道夫との共訳）1927-30
- ドクタ・ヂーキル・アンド・ミスタ・ハイド講義ティヴンソン著（訳注）健文社 昭和7(1932)年
- 「英語青年」掲載54回